# Vallanzengo
Vallanzengo é uma comuna italiana da região do Piemonte, província de Biella, com cerca de 250 habitantes. Estende-se por uma área de 3 km², tendo uma densidade populacional de 83 hab/km². Faz fronteira com Bioglio, Callabiana, Camandona, Mosso, Piatto, Quaregna, Trivero, Valle Mosso, Valle San Nicolao.

## Demografia
| Variação demográfica do município entre 1861 e 2011                               |
|                                                                                   |
| Fonte: Istituto Nazionale di Statistica (ISTAT) - Elaboração gráfica da Wikipedia |